# まじかるトワラー・エンジェルラビィ☆
『まじかるトワラー・エンジェルラビィ☆』は、工画堂スタジオくろねこさんちーむ制作のコンピューターゲーム「AS～エンジェリックセレナーデ」のスピンオフ作品シリーズ。初出は2003年3月21日に発売されたアドベンチャーゲーム+アクセサリー集「まじかるトワラー・エンジェルラビィ☆傑作選」に収録されているアドベンチャーゲーム。

## ストーリー
フォンティーユの街に住む少女ラスティは、ある日ネコの精霊サーリアと出逢う。サーリアの案内で会った天使ステファによると、フォンティーユは悪の秘密結社ネオベランニードに狙われているという。ラスティはステファからもらった魔法のバトンによりまじかるトワラー・エンジェルラビィ☆に変身し、街を護るため頑張ることになる。

## 登場人物
ラスティ=ファースン/エンジェルラビィ☆（声：飯塚雅弓）
フォンティーユの街に住む少女。頑張り屋で、街で披露している歌の上手さもあって街の人気者。ステファから魔法のバトンを貰い、エンジェルラビィ☆に変身して街の平和を守る。普段は「あう」としか喋れないが、変身すれば普通に喋れるようになる。また、サーリアとは常時心で会話することができる。なお、ラスティと悪の秘密結社ネオベランニードの面々とは、互いにその正体気付いていない。
サーリア=ウィネス/ラブリーサーリア（声：小森まなみ）
ネコの精霊。ステファから遣わされたラスティのお目付け役。超ドジっ娘。普段はネコの姿でラスティの家で飼われているが、一日に一度だけ精霊の姿（ネコミミ付き人間型）に戻ることができる。
シアリィ=ファースン/レディシアリィ（声：小山裕香）
ラスティの母親、悪の秘密結社ネオベランニード総統。若くして夫に先立たれてしまい、女手一つでラスティを育てた心優しい包容力のある女性。総統として活動しているときもどこかほんわかしているのだが、実はかなりのお仕置き好きでもある。
アルテ＝セーマ/ビューティアルテ（声：園崎未恵）
盲目の踊り子、悪の秘密結社ネオベランニード四天王の一人で作戦参謀。冒険者の宿アンクルノートで踊りを披露している。組織では怪人作成を担当しており、ドクター・アルテとも呼ばれ組織内でも恐れられている。また、かなり自分勝手なところがある。いつも肩に仔猫のソフィルノが乗っており、実はこちらがアルテの本体、という設定。
フィア=ノート/ダイナマイトフィア（声：かかずゆみ）
冒険者の宿アンクルノートの経営者の一人娘、悪の秘密結社ネオベランニード四天王の一人で作戦実行部隊指揮官。明るく素直で一直線な性格。格闘家としてはかなり強いのだが、主にアルテの作る怪人に問題があるためラスティ相手に連敗しており、シアリィからのおしおきを受けるのが恒例になっている。
ステファ=ランクレー
ほとんどの作品では設定のみで出演はしていないが、小説版である「ウサみみっしょん」に登場する。正体は天使セラフィ。ダジャレ好き。
ミルラ=ノワゼット（声：飯塚雅弓）
街にあるカフェテラス・ノアママの経営者の娘。傑作選の第14話で登場する幼い女の子。家出してきたところでサーリアと出逢う。
ココナ=キュート
悪の秘密結社ネオベランニード四天王の一人で情報局局長。設定のみで登場は無い。第12話で倒されたことになっている。
ナコッタ=ソルベット（声：安達まり）
売れない画家、悪の秘密結社ネオベランニード四天王の一人で遺跡発掘部隊長。普段はほとんど外出しないが、組織活動時は現地にいるためいつも不在。また普段はかなり地味なのに、活動時にはコスプレアイドルっぽい衣装や口調となる。ゲームでは名前のみの登場で、正式な登場はCDドラマから。
ファム=ペルシコル（声：桃井はるこ）
アルト=エグル（声：鷲見麻由美）
ラーフ=エクステンソ（声：廣嶋みかほ）
ジェノラ

## 関連商品
同様のASからのスピンオフ作品としてアニメ作品「天罰エンジェルラビィ☆」もあるが、共通する部分もあるものの、基本的にはこのシリーズと世界観やキャラクター設定が全く異なっている。
PC
- まじかるトワラー・エンジェルラビィ☆傑作選
  - 「全26話のうち第14話から第16話を収録している傑作選」という設定で3本の作品が収録されている。
  - 主題歌とエンディングを収録したCD「天罰!SOUND DISC☆」を同梱。
  - アクセサリー集でもあり、その中にエンジェルラビィ☆に関する設定を解説した「エンジェルラビィ☆大辞典」がある。

書籍
- まじかるトワラー・エンジェルラビィ☆ウサみみっしょん

CD
- まじかるトワラー・エンジェルラビィ☆ドラマCD Shine White 90
- 天罰!エンジェルラビィ
  - 主題歌「天罰!エンジェルラビィ」とそのアレンジ版の計4曲を収録